# Tommy van den Eijnde
Tommy van den Eijnde (Nijmegen, 3 juli 1991) is een Nederlands wielrenner en baanwielrenner.
Tijdens een voorbereidingsperiode in het voorjaar van 2015 voor het WK Paracycling in Montichiari in 2016 en de Paralympische Zomerspelen in Rio de Janeiro in 2016 is Van den Eijnde samen met zijn tandempartner Yorick Bos gevallen in wielerbaan Omnisport in Apeldoorn. Van den Eijnde heeft hierbij een 'ongebruikelijke hoeveelheid splinters' in zijn benen gekregen. Na een herstelperiode van ongeveer een jaar is het duo door gaan trainen op het KNWU-trainingskamp in het Portugese Anadia. Hier zijn ze door nog onbekende oorzaak wederom gevallen, waarna Van den Eijnde een sleutelbeen en mogelijk een rib brak. Ondanks deze twee ongelukken heeft hij samen met Cor van Leeuwen op de UCI Para-cycling Road World Cup in Oostende, België in 2017 zilver behaald. Later hebben de ongelukken van 2015 en 2016 wel een einde gemaakt aan zijn sportcarrière. Hoewel hij herstelde van zijn verwondingen, en nog aan wedstrijden heeft deelgenomen, was professioneel wielrennen uiteindelijk geen optie meer. 
Hij is later gaan werken in het MuZIEum, een museum in Nijmegen dat informeert over het leven met een visuele handicap.